# بانگ چول می
بانگ چول می (کره‌ای: 방철미؛ زادهٔ ۲۶ اوت ۱۹۹۴) بوکسور اهل کره شمالی است.